# Rio Open 2020
Il Rio Open 2020, conosciuto anche come Rio Open presented by Claro per motivi di sponsorizzazione, è stato un torneo professionistico di tennis giocato all'aperto sulla terra rossa. È stata la 7ª edizione dell'evento. Il torneo fa parte dell'ATP Tour 500 nell'ambito dell'ATP Tour 2020. Il torneo si è svolto al Jockey Club Brasileiro di Rio de Janeiro in Brasile, dal 17 al 23 febbraio 2020.

## Partecipanti

### Teste di serie
| Nazionalità | Giocatore            | Ranking | Testa di serie* |
| ----------- | -------------------- | ------- | --------------- |
| Austria     | Dominic Thiem        | 4       | 1               |
| Serbia      | Dušan Lajović        | 23      | 2               |
| Cile        | Cristian Garín       | 26      | 3               |
| Argentina   | Guido Pella          | 27      | 4               |
| Croazia     | Borna Ćorić          | 31      | 5               |
| Serbia      | Laslo Đere           | 35      | 6               |
| Spagna      | Albert Ramos Viñolas | 42      | 7               |
| Norvegia    | Casper Ruud          | 45      | 8               |
| Spagna      | Fernando Verdasco    | 47      | 9               |

* Ranking al 10 febbraio 2020.

### Altri partecipanti
I seguenti giocatori hanno ricevuto una wildcard per il tabellone principale:
- Carlos Alcaraz
- Felipe Meligeni Alves
- Thiago Seyboth Wild

I seguenti giocatori sono passati dalle qualificazioni:

- Federico Coria
- João Domingues
- Gianluca Mager
- Pedro Martínez

Il seguente giocatore è entrato in tabellone come lucky loser:
- Attila Balázs

### Ritiri
Prima del torneo
- Matteo Berrettini → sostituito da  Leonardo Mayer
- Laslo Đere → sostituito da  Attila Balázs
- Aleksandr Dolhopolov → sostituito da  Thiago Monteiro
- Nicolás Jarry → sostituito da  Jaume Munar
- Diego Schwartzman → sostituito da  Andrej Martin

## Partecipanti al doppio

### Teste di serie
| Nazione  | Giocatore            | Nazione   | Giocatore        | Ranking* | Testa di serie |
| -------- | -------------------- | --------- | ---------------- | -------- | -------------- |
| Colombia | Juan Sebastián Cabal | Colombia  | Robert Farah     | 3        | 1              |
| Polonia  | Łukasz Kubot         | Brasile   | Marcelo Melo     | 17       | 2              |
| Spagna   | Marcel Granollers    | Argentina | Horacio Zeballos | 25       | 3              |
| Croazia  | Mate Pavić           | Brasile   | Bruno Soares     | 38       | 4              |

* Ranking aggiornato al 10 febbraio 2020.

### Altri partecipanti
Le seguenti coppie hanno ricevuto una wildcard per il tabellone principale:
- Orlando Luz /  Rafael Matos
- Felipe Meligeni Alves /  Thiago Monteiro

La seguente coppia è passata dalle qualificazioni:
- Salvatore Caruso /  Federico Gaio

## Campioni

### Singolare maschile
Cristian Garín ha sconfitto in finale  Gianluca Mager con il punteggio di 7–6(3), 7-5.
- È il quarto titolo in carriera per Garín, secondo della stagione.

### Doppio maschile
Marcel Granollers /  Horacio Zeballos hanno sconfitto in finale  Salvatore Caruso /  Federico Gaio con il punteggio di 6-4, 5-7, [10-7].